# Herman Hedström
Oscar Herman Hedström, född 4 april 1867 i Visby domkyrkoförsamling, Gotlands län, död 22 april 1947 i Danderyds församling, Stockholms län, var en svensk geolog.
Herman Hedström avlade mogenhetsexamen i Visby 1886, studerade därefter vid Uppsala universitet och från 1891 vid Stockholms högskola, vilket avslutades med filosofie licentiatexamen i Uppsala 1898. Han var från 1890 extra geolog, från 1899 biträdande geolog och från 1901 ordinarie geolog, allt vid Sveriges geologiska undersökning (SGU). Han genomförde en studieresa i Tyskland och Belgien 1909, var ordförande i Geologiska Föreningen 1912, statsgeolog 1914–1932 samt konsulterande geolog vid Ölands Cement AB och Holmstorps AB 1919. Han promoverades till filosofie hedersdoktor i Uppsala 1927.
Han var verksam inom ett flertal av geologins grenar. Han utförde arbeten såväl i petrografi och urbergsgeologi i södra Sverige som i paleontologi och stratigrafi, huvudsakligen på norra delen av Gotland, samt utgav ett flertal geologiska kartblad. Inom den praktiska geologin ägnade han stort intresse åt stenindustrin samt statistiska frågor angående Sveriges geologi.
Herman Hedström är begravd på Djursholms begravningsplats.